# Trichter-Ehehalde
Trichter-Ehehalde ist ein mit der Verordnung vom 9. Februar 1938 ausgewiesenes Naturschutzgebiet (NSG-Nummer 4.010) im Westen der Gemeinde Rottenburg am Neckar in Baden-Württemberg, Deutschland.

## Lage
Das rund 2,7 Hektar (ha) große Naturschutzgebiet Trichter-Ehehalde gehört zum Naturraum Obere Gäue. Die zwei Gewanne liegen an westexponierten ehemaligen Muschelkalk-Prallhängen des Weggentalbachs – einem Zufluss zum Neckar, der inzwischen aufgrund der Verkarstung meistens nur noch wenig Wasser führt. Das Gebiet befindet sich auf einer Höhe von 400 m ü. NN. Eine touristische Erschließung besteht über einen Wanderparkplatz westlich von Rottenburg, über den auch die Wallfahrtskirche zur Schmerzhaften Mutter Gottes erreichbar ist. Rad- und Wanderwege sind sowohl im Tal als auch an der Hangkante vorhanden.

## Schutzzweck
Der Schutzzweck wurde in der Schutzverordnung nicht ausformuliert. Das hatte zur Folge, dass in dem ehemaligen Weinbaugebiet eine zunehmende Verbuschung und damit verbundene Sukzession zu einem Rückgang der Artenvielfalt führte. Seit 2018 wird durch großflächige Pflegemaßnahmen die Verbuschung zurückgedrängt.

## Flora & Fauna
Hartriegel, Haselnuss, wilde Rose, Schlingbaum und wilde Kirschen sind ebenso zu finden wie Bienen-Ragwurz, Heide-Nelke und Gold-Aster. Die ehemaligen Vorkommen von Kreuz-Enzian, Echter Mondraute, und Geflecktem Knabenkraut sind aufgrund der Verbuschung inzwischen erloschen. Sowohl die Gemeine Sichelschrecke als auch zahlreiche Tagfalter können beobachtet werden.

## Geologie
Der Trichter im Oberen Muschelkalk ähnelt in seiner Form einem Amphitheater, wobei der Talgrund einen Durchmesser von etwa 120 Meter und die Hangkante mit dem bis zu 54 m höher liegende Bergsporn einen Durchmesser von 350 m aufweist. Am Bergsporn finden sich verbackene Schotter des Neckars aus einer eiszeitlichen Phase mit Kalksteinen, die sonst auch auf der Schwäbischen Alb vorkommen. Das Gebiet ist unter der ID:10068 als Geotop gelistet.